# Hidrocodona
A hidrocodona é um opioide usado como analgésico no tratamento de dor e como supressor da tosse. É tomado por via oral. Geralmente, é apresentado em formas de associações medicamentosas, como paracetamol/hidrocodona ou ibuprofeno/hidrocodona, em casos de dores moderadas a intensas, e em combinação com homatropina para casos de alívio de tosse. Também está disponível em forma de liberação prolongada sem associação a outros fármacos, usada para tratar dores intensas de duração prolongada.
Os efeitos colaterais comuns incluem tontura, sonolência, náusea e obstipação. Efeitos colaterais graves podem incluir pressão arterial baixa, convulsões, prolongamento do intervalo QT, depressão respiratória e síndrome serotoninérgica. A redução rápida ou abrupta da dose, principalmente após uso prolongado, pode resultar no quadro conhecido como síndrome de abstinência de opioides. O uso durante a gravidez ou amamentação não é recomendado, e se deve avaliar cuidadosamente se os benefícios superam o risco em caso de necessidade de administração do fármaco.
Acredita-se que a hidrocodona exerça seus efeitos farmacológicos ativando os receptores opiodes, principalmente no cérebro e na medula espinhal. Por administração oral, uma dose de 10 mg de hidocodona é equivalente a cerca de 10 mg de morfina.
A hidrocodona foi patenteada em 1923, enquanto a formulação de ação prolongada foi aprovada para uso médico nos Estados Unidos em 2013. É mais utilizada nos Estados Unidos, que consumiram 99% da oferta mundial em 2010. Em 2017, foi o 118º medicamento mais prescrito nos Estados Unidos, com mais de seis milhões de prescrições. A hidrocodona é um opiode semi-sintético, derivado da codeína ou, menos frequentemente, da tebaína. A produção usando leveduras geneticamente modificadas foi desenvolvida, mas não é usada comercialmente.